# Прогресс МС-23
«Прогресс МС-23» (№ 453) — космический транспортный грузовой корабль серии «Прогресс», запуск которого был произведён 24 мая 2023 года со стартового комплекса «Восток» (Площадка 31) космодрома «Байконур» по программе 84-й миссии снабжения Международной космической станции. Полёт проходил по двухвитковой схеме сближения корабля с МКС. Это 176-й полёт космического корабля серии «Прогресс» (из них 87 — к МКС).

## Подготовка к запуску
4 июля 2022 года транспортный грузовой корабль (ТГК) «Прогресс МС-23» был доставлен на технический комплекс космодрома Байконур для проведения штатной подготовки.
10 апреля 2023 года завершились испытания корабля «Прогресс МС-23» в безэховой камере, 19 апреля — вакуумные испытания. С 11 по 13 мая проведена заправка топливом ТГК. 16 мая корабль был состыкован с переходным отсеком, 17 мая проведён авторский осмотр и накатка головного обтекателя ТГК.
19 мая была проведена общая сборка ракеты космического назначения «Союз-2.1а» с грузовым кораблем «Прогресс МС-23». На ракету «Союз-2.1а» нанесены изображения, посвященные 300-летию города Перми и 60-летию первого полета в космос женщины — Валентины Терешковой.
21 мая ракета космического назначения «Союз-2.1а» с грузовым кораблем «Прогресс МС-23» была транспортирована на стартовый комплекс 31-й площадки космодрома Байконур для предстартовой подготовки. 24 мая государственная комиссия разрешила заправку топливом ракеты-носителя и ее пуск в 15:56:07 по московскому времени.

## Полёт
24 мая 2023 года в 15:56 (мск) ракета космического назначения «Союз-2.1а» с грузовым кораблем «Прогресс МС-23» успешно стартовала с 31-й площадки космодрома Байконур. Выведение «Прогресса МС-23» на заданную орбиту, его отделение от третьей ступени ракеты, раскрытие антенн и панелей солнечных батарей корабля прошли в штатном режиме. Полёт проходил по двухвитковой схеме сближения корабля с МКС.
24 мая в 19:18:43 (мск) грузовой корабль «Прогресс МС-23» в автоматическом режиме пристыковался к российскому малому исследовательскому модулю «Поиск» Международной космической станции. Это была 184-я стыковка кораблей семейства «Прогресс» с 1978 года к орбитальным станциям, в том числе 89-я — с МКС.
8 июня из баков системы дозаправки грузового корабля «Прогресс МС-23» была произведена дозаправка горючим и окислителем баков низкого давления функционального грузового блока «Заря».
16 июня двигателями ТГК «Прогресс МС-23» была скорректирована орбита МКС для обеспечения запуска пилотируемого корабля «Союз МС-24» и приземления «Союза МС-23». Средняя высота орбиты станции увеличилась на 2,1 км и составила 416,4 км.
29 ноября 2023 года в 10:55:26 по московскому времени корабль «Прогресс МС-23» отстыковался от малого исследовательского модуля «Поиск» российского сегмента станции. В 14:02 мск были включены двигатели корабля на торможение для сведения с орбиты. Корабль вошёл в атмосферу Земли и разрушился. В 14:43 мск несгоревшие элементы его конструкции упали в несудоходном районе южной части Тихого океана, в 2320 км от города Веллингтон (Новая Зеландия).

## Груз
Масса доставляемого груза составила 2491 кг, включая:
- 499 кг топлива в баках дозаправки для двигателей станции,
- 630 л питьевой воды (420 кг питьевой воды в баках системы «Родник» и 210 кг воды в дополнительном баке грузового отсека),
- 40 кг сжатых газов (азота),
- 1322 кг ресурсного оборудования и инструментов, расходных материалов и укладок для проведения научных экспериментов, предметов одежды, продуктов питания и санитарно-гигиенических средств для обеспечения работы и жизнедеятельности экипажа длительной экспедиции МКС-69[6].

На «грузовике» отправлено:
 — универсальное рабочее место УРМ-Д для установки на внешней поверхности служебного модуля «Звезда» российского сегмента МКС во время выхода в открытый космос.
 — пусковое устройство со студенческим наноспутником, который предстоит запустить вручную космонавтом в ходе российской внекорабельной деятельности для отработки технологии развертывания солнечного паруса (эксперимент «Парус-МГТУ»).
 — видеоспектральная система для наблюдения земной поверхности в интересах эксперимента «Ураган», перчаточный бокс «Главбокс-С».
 — аппаратура и оборудование для выполнения экспериментов «Асептик», «Спланх», «Коррекция», «Нейроиммунитет», «Сепарация» и «Вампир».